# Bugiri (district)
Le district de Bugiri est un district du sud-est de l'Ouganda. Sa capitale est Bugiri.

## Histoire
Ce district a été créé par division de celui d'Iganga. En 2010, le district de Namayingo en a été séparé.